# Torresandino
Torresandino – gmina w Hiszpanii, w prowincji Burgos, w Kastylii i León, o powierzchni 93,2 km². W 2011 roku gmina liczyła 724 mieszkańców.